# Diocesi di Macriana Maggiore
La diocesi di Macriana Maggiore (in latino Dioecesis Macrianensis Maior) è una sede soppressa e sede titolare della Chiesa cattolica.

## Storia
Macriana Maggiore, nell'odierna Tunisia, è un'antica sede episcopale della provincia romana di Bizacena.
Sono due i vescovi noti di questa diocesi africana. Alla conferenza di Cartagine del 411, che vide riuniti assieme i vescovi cattolici e donatisti dell'Africa romana, presero parte il cattolico Feroce (o Felice) e il donatista Pomponio. Questi due vescovi sono documentati anche in altre occasioni. Feroce sottoscrisse gli atti della prima e della seconda sessione del concilio cartaginese dell'agosto del 397. Pomponio partecipò al concilio di Cabarsussi, tenuto nel 393 dai massimianisti, setta dissidente dei donatisti, e ne firmò gli atti; i massimianisti sostenevano la candidatura di Massimiano sulla sede di Cartagine, contro quella di Primiano.
Dal 1933 Macriana Maggiore è annoverata tra le sedi vescovili titolari della Chiesa cattolica; dal 30 agosto 2019 l'arcivescovo, titolo personale, titolare è Antony Kariyil, C.M.I., già vicario dell'arcivescovo maggiore per l'arcieparchia di Ernakulam-Angamaly.

## Cronotassi

### Vescovi
- Pomponio † (prima del 393 - dopo il 411) (vescovo donatista)

- Feroce (o Felice) † (prima del 397 - dopo il 411)

### Vescovi titolari
- Julijans Vaivods † (10 novembre 1964 - 24 maggio 1990 deceduto)
- Pier Giorgio Micchiardi (21 dicembre 1990 - 9 dicembre 2000 nominato vescovo di Acqui)
- Sebastian Adayanthrath (4 febbraio 2002 - 30 agosto 2019 nominato eparca di Mandya)
- Antony Kariyil, C.M.I., dal 30 agosto 2019